# Luchthaven Nanyuki
Luchthaven Nanyuki(IATA: NYK, ICAO: HKNY) is een luchthaven in Nanyuki, Kenia.

## Luchtvaartmaatschappijen en bestemmingen
- Airkenya Express - Masu Mara, Nairobi-Wilson, Samburu